# Beylicat de Tunis
1705–1881
Entités précédentes :
- Régence de Tunis

Entités suivantes :
- Protectorat français de Tunisie

Le beylicat de Tunis, parfois appelé royaume de Tunis ou régence de Tunis par des sources occidentales anciennes,, est le régime politique de facto de la Tunisie du 15 juillet 1705 au 12 mai 1881. Il est instauré par Hussein Ier Bey après sa victoire sur les deys et la fondation de la dynastie des Husseinites.
Bien que faisant nominalement partie de l'Empire ottoman, le beylicat de Tunis jouit d'une quasi-indépendance et les beys règnent en monarques absolus.
Toutefois, en 1861, la Tunisie voit la rédaction de la première Constitution du monde arabe, inspirée en partie des réformes ottomanes.
Le beylicat prend fin lors de l'instauration d'un protectorat sur la Tunisie par la France en 1881, tandis que la dynastie des Husseinites, qui demeure nominalement à la tête du pays, perdure jusqu'au 25 juillet 1957, date de la proclamation du régime républicain en Tunisie.

## Histoire

### Changement de régime
À la suite des révolutions de Tunis qui voient Ibrahim Cherif renverser le pouvoir mouradite, ce dernier devient le premier bey à cumuler cette fonction avec celle de pacha. Emmené à Alger à la suite d'une défaite face au dey d'Alger, et dans l'incapacité de mettre un terme aux troubles qui agitent le pays, il est victime, le 10 juillet 1705 d'un coup d'État de Hussein Ben Ali, qui prend le nom de Hussein Ier Bey, ancien commandant de cavalerie (agha). Hussein Ier Bey règne ainsi seul sur la Tunisie, établissant une véritable monarchie et devient « Possesseur du Royaume de Tunisie », disposant « alors sur tous ses sujets du droit de haute et basse justice ; ses décrets et ses décisions [ont] force de lois ».

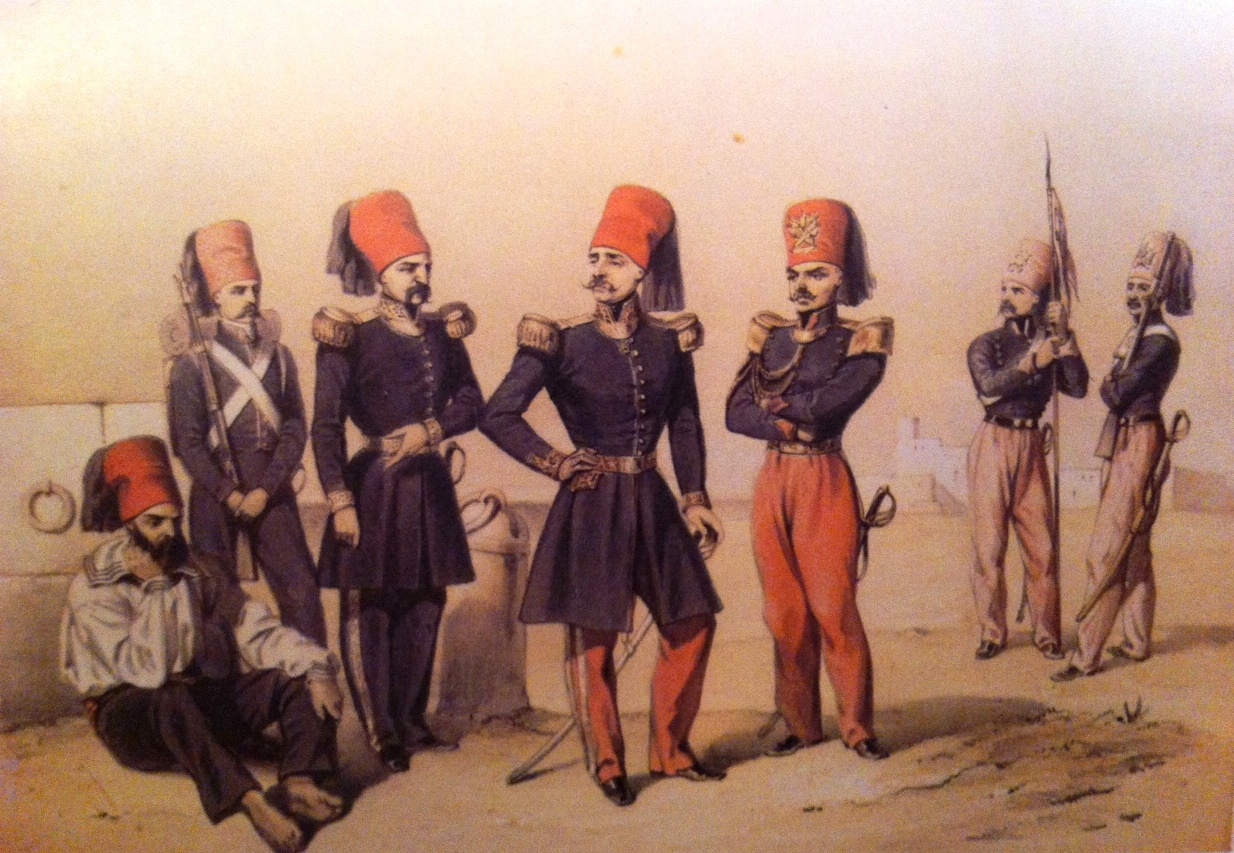
Nouvelle armée d'Ahmed Ier Bey (1840).

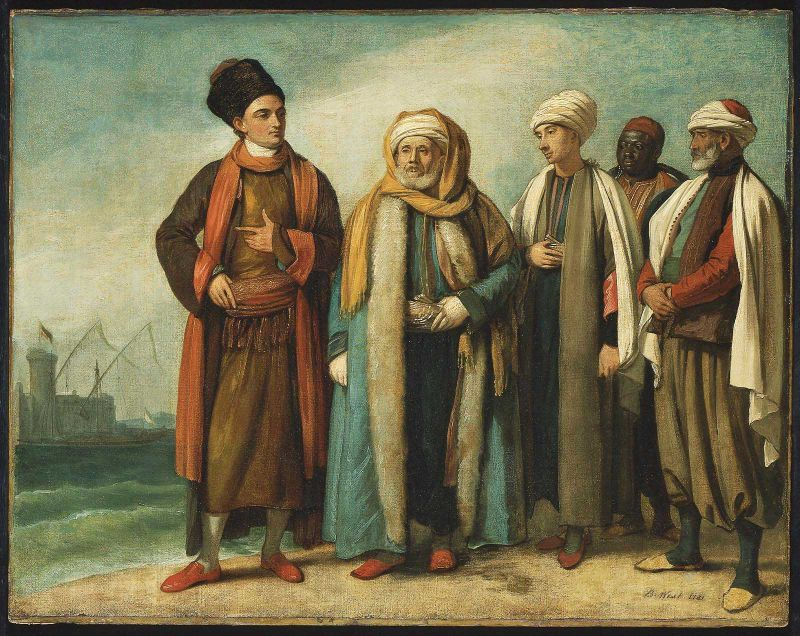
Délégation tunisienne à Londres en 1781.

En 1735, Ali Ier Pacha prend le pouvoir en détrônant son oncle Hussein Ier Bey qui est tué par son petit-neveu Younès en 1740. En 1756, Ali Ier Pacha est à son tour renversé par les deux fils de son prédécesseur qui s'emparent de Tunis avec l'aide du bey de Constantine : Mohamed Rachid Bey (1756-1759) et Ali II Bey (1759-1782). Les incursions algériennes ne prennent fin qu'en 1807, par une victoire des Tunisiens conduits par Hammouda Pacha (1782-1814).

### Apogée de la course

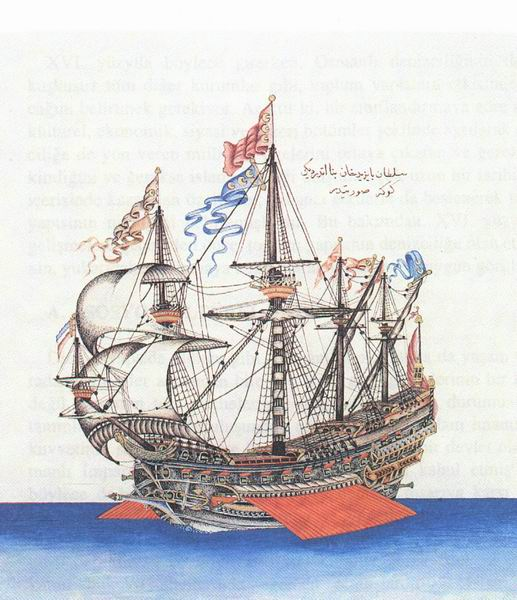
Galion ottoman du XVIe siècle selon une estampe européenne.

Cette période voit les activités des corsaires connaître leur apogée car l'autonomie croissante vis-à-vis du sultan entraîne une baisse de son soutien financier et la régence doit par conséquent accroître le nombre de ses prises en mer afin de survivre.
La course atteint son apogée sous le règne d'Hammouda Pacha (1782-1814), où les navires, partant des ports de Bizerte, La Goulette, Porto Farina, Sfax ou Djerba, s'emparent de vaisseaux espagnols, corses, napolitains, vénitiens, etc. Le gouvernement entretient durant cette période de quinze à vingt corsaires, un même nombre d'entre eux étant rattachés à des compagnies ou à des particuliers — parmi lesquels parfois des personnages haut placés comme le garde des sceaux Sidi Mustapha Khodja ou les caïds de Bizerte, Sfax ou Porto Farina — et remettant au gouvernement un pourcentage sur toutes leurs prises, qui comprennent des esclaves chrétiens.
Les traités de paix, qui se multiplient au XVIIIe siècle — avec l'Autriche en 1748 et 1784, Venise en 1764-1766 et 1792, l'Espagne en 1791 ou les États-Unis avec le traité américano-tunisien de 1797 —, règlementent la course et en limitent les effets. En premier lieu, ils imposent certaines exigences (possession de passeports aussi bien pour les navires que pour les hommes) et précisent également les conditions des prises en mer (distance par rapport aux côtes), de façon à éviter de possibles abus. Il faut attendre le congrès de Vienne et le congrès d'Aix-la-Chapelle pour que les puissances européennes somment les états barbaresques de mettre un terme à la course, ce qui est effectif et définitif après l'intervention des Français en 1836.

### Des réformes ambitieuses
Au XIXe siècle, le pays vit de profondes transformations à partir de la fin des années 1830, sous le règne d'Ahmed Bey : ce bey réformateur inaugure de grands travaux et effectue un voyage en France en novembre 1846 ; reçut par Louis-Philippe Ier, le bey se conforte dans l'idée de transformer les structures agricoles, commerciales, éducatives, militaires et administratives de son pays. Il prend Mustapha Khaznadar comme ministre des Finances en 1837 ; celui-ci s'entoure de conseillers dévoués comme le secrétaire de chancellerie Mohammed Aziz Bouattour, l'homme d'affaires Mahmoud Ben Ayed, le conseiller Mohamed Baccouche et le caïd Nessim Samama.
Parmi les réformes figurent l'abolition de l'esclavage (1846), la fondation de l'école militaire du Bardo (1840) et du collège Sadiki en 1875, la création d'une première imprimerie en juillet 1860 chargée des publications officielles, la construction de l'aqueduc de Zaghouan inauguré en 1860, l'adoption le 23 avril 1861 d'une constitution, — la première du monde arabe —, le pays manquant même de devenir une république indépendante. La Tunisie, alors dotée d'une monnaie propre, le rial, et d'une armée indépendante forte de 5 000 hommes, adopte dès 1831 son drapeau.

### Gabegie financière et révoltes
La Tunisie, du fait de sa surface territoriale, est bien entendu moins riche que l'Algérie, mais elle est exportatrice : de produits agricoles (céréales, huile d'olive) et manufacturés (comme le savon par exemple) ; en 1815, la mhalla, système de collecte d'impôts biannuel dont la mejba, rapporte au trésor beylical l'équivalent de 2,2 millions de francs-or. Au fil des décennies suivantes, les recettes fiscales se dégradent. Dans le même temps, le bey convoite la Tripolitaine. En 1848, pour entretenir son armée de 5 000 hommes, le bey alourdit la fiscalité, ce qui provoque une révolte qui est finalement matée. La fiscalité est réduite mais en 1863, pour la première fois, un emprunt extérieur de 35 millions de francs or, à un taux de 7 %, est contracté sur le marché financier, garanti par le banquier Émile d'Erlanger.
Cependant, les dépenses inconsidérées se poursuivent sous la forme de grands travaux : un palais de style versaillais, la Mohamedia, et un autre à La Goulette, une école polytechnique ainsi qu'un arsenal. Pire, en juin 1852, un proche du ministre des Finances, Mahmoud Ben Ayed, longtemps protégé du bey, s'enfuit en France avec une grande partie du trésor fiscal.

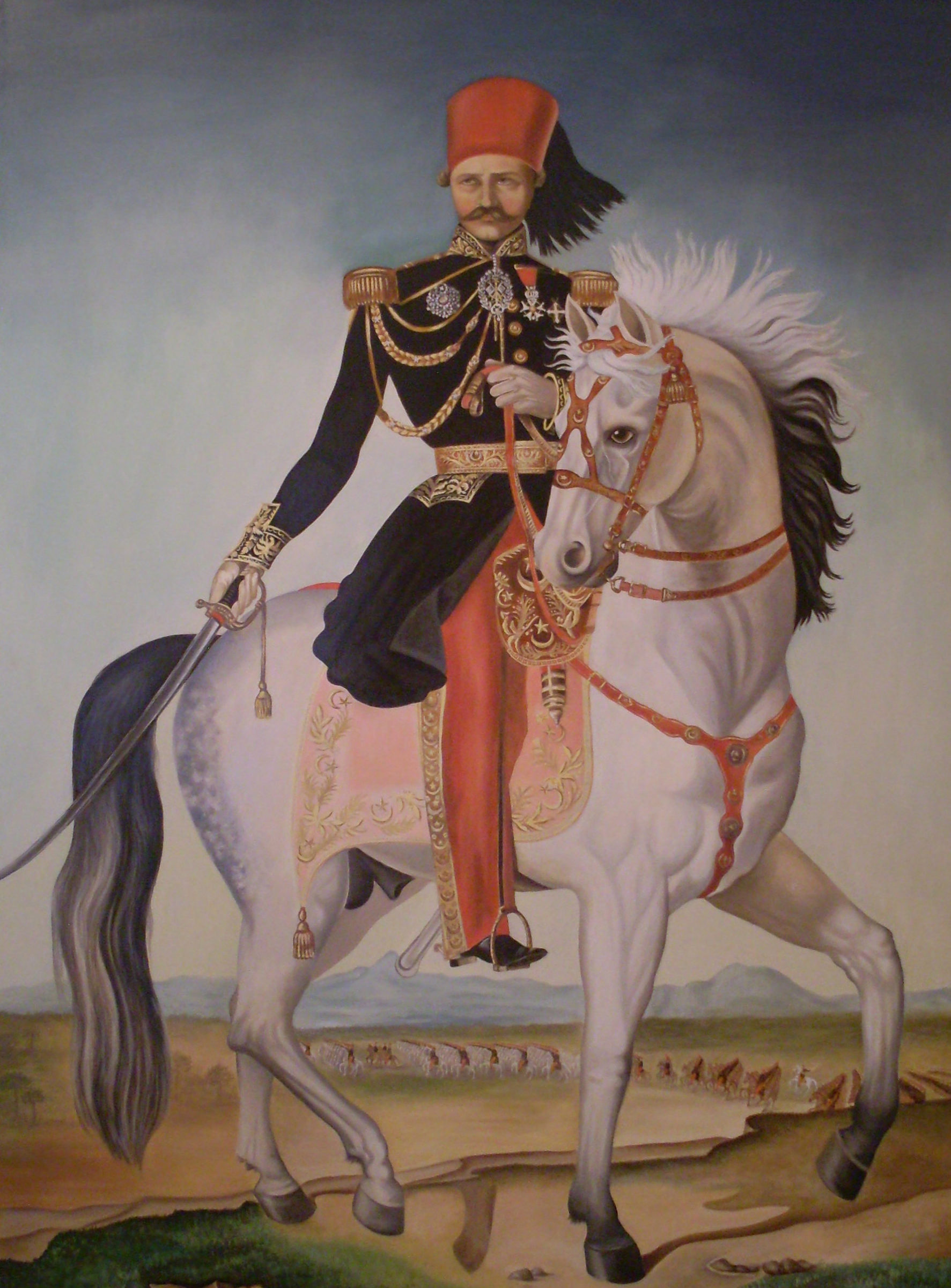
Kheireddine Pacha, grand vizir ministre du bey puis grand vizir de l'Empire ottoman.

Au début de l'année 1864, une crise grave éclate du fait d'une mauvaise gestion financière de la part du grand vizir Mustapha Khaznadar : élévation de la dette publique, lourds emprunts à l'étranger contractés dans des conditions catastrophiques (poursuite des détournements de fonds et des pots-de-vin) et doublement de l'impôt personnel, sécheresses persistantes, aboutissent à une nouvelle révolte des tribus du centre du pays qui refusent de payer cet impôt.
Peu après l'insurrection menée par Ali Ben Ghedhahem, le bey ordonne à ses hommes de s'employer à la collecte de la mejba. Dans le même temps, Haydar Afendi, ministre plénipotentiaire de l'Empire ottoman, arrive avec une aide financière en vue de remédier à la situation et d'aider les indigents qui ne cessent d'ameuter les tribus. La somme offerte est confiée par le bey à Khaznadar. Mais celui-ci la remet au chef de la trésorerie comme s'il s'agissait de ses propres fonds. Par la suite, Khaznadar récupère cette somme pour son usage personnel. Une fois de plus, un emprunt de trente millions de francs or doit être contracté en juin 1865 pour un montant de 36,78 millions de francs-or, ce qui provoque l'intervention des puissances européennes (en particulier la France), emprunt négocié dans des conditions désastreuses puisque l'État ne reçut que 20 millions : sur quinze ans, le montant à rembourser par la Tunisie s'élevait désormais à 75,4 millions ! Dans ce contexte, la constitution est même suspendue le 1er mai 1864.
Le 11 septembre 1867, le bey est informé d'un complot au sein même de sa famille : prétextant un voyage au Bardo, son demi-frère, Mohamed El Adel Bey (1829-1865) rejoint les insurgés de Kroumirie, avec quelques compagnons, dont Mahmoud Djellouli et Ahmed Ben Taïeb El Fillali, décidés à renverser Khaznadar. Se déclarant d'abord complice, Ali Bey, frère et héritier du souverain, est chargé de les ramener au palais pour qu'ils s'expliquent. Arrivé en Kroumirie, Ali Bey fait décapiter Djellouli et El Fillali, et expédie leurs têtes au Bardo. Revenu au palais le 4 octobre, Ali Bey, avec la bénédiction du souverain, fait étrangler sans procès deux complices présumés, de hauts dignitaires mamelouks, à savoir Ismaël Saheb Ettabaâ (El Sunni) et le général Rachid. Quant à El Adel, il est enfermé au Bardo et meurt le 5 novembre, sans doute empoisonné. Cette insurrection reste peu connue, mais elle est exemplaire dans la mesure où elle prend place dans l'aristocratie ; la violence avec laquelle elle est réprimée contribue également à dégrader l'image du pouvoir comme en témoignent certains échanges épistolaires entre Sadok Bey et les diplomates britanniques et français, ces derniers, dont le consul Adolphe de Botmiliau (1817-1892) n'hésitant pas à suggérer à sa tutelle ministérielle à Paris « une occupation temporaire de la Tunisie à titre de gage ».

### De la mise sous tutelle au protectorat français
Ainsi, en raison de la politique ruineuse des beys, de la hausse des impôts et surtout d'interférences étrangères dans l'économie sous la forme d'emprunts mal gérés, le pays connaît peu à peu de graves difficultés financières. Tous ces facteurs contraignent le gouvernement à déclarer la banqueroute — plus précisément, l'incapacité à rembourser les annuités liées aux intérêts des emprunts — par décret beylical le 5 juillet 1869, décret qui stipule la création d'une Commission financière internationale anglo-franco-italienne présidée par l'inspecteur des finances Victor Villet (1821-1889). Aucune réduction de dette n'est accordée, mais une restructuration est imposée aux conditions des créanciers, à savoir par les banquiers Alphonse Pinard et Émile d'Erlanger, lesquels rachètent en bourse les obligations tunisiennes de 1863 et 1865, qu'ils peuvent échanger ensuite sur le marché. L'article 9 du décret prévoit que « la Commission percevra tous les revenus de l'État sans exception ». Par ailleurs, en septembre 1870, le bey perd l'appui de son allié et ami, Napoléon III, défait à Sedan, une situation politique qui ne fait qu'aggraver la situation.
Dans son rapport établi en 1872-1873, Villet témoigne de la situation désastreuse dans laquelle se trouve la dette souveraine du pays qui s'élève à près de 70 millions de francs-or. De fait, l'emprunt extérieur de 1863 — le premier de l'histoire financière du pays — était devenu inévitable mais il fut négocié dans des conditions désavantageuses : Villet explique que le bey avait fait savoir qu'il souhaitait obtenir 25 millions de francs-or auprès de plusieurs courtiers de Londres et Paris afin de l'aider à restructurer la dette interne du pays, et que ce fut le banquier Émile d'Erlanger qui emporta le contrat moyennant une commission de 500 000 francs versée au consul britannique ; 78 692 obligations cotées 480 francs chacune furent donc proposées sur le marché (bourses de Londres et Paris), permettant de récolter 37,7 millions. Selon l'enquête de Villet, cinq millions furent versées au titre des commissions à Erlanger, et 2,7 millions versés à Mustapha Khaznadar, somme sans doute détournée. Mais ce que l'enquête démontre est plus grave encore : après le second emprunt, celui de mars 1865, au titre du remboursement, le bey s'engageait à payer 65,1 millions, soit plus du double de la somme empruntée. Les commissions des banquiers Erlanger, Morpurgo et Oppenheim, s'élèvent à 18 % du total, sans compter près de trois millions détournée pour partie par des intermédiaires et le ministre Khaznadar en personne. À la fin du Second Empire, la place boursière de Paris connaît alors une euphorie quant aux « valeurs à turban » — des obligations égyptiennes, ottomanes et tunisiennes —, que des informateurs survendent à coups de publicités, générant une spirale spéculative et donc une pression sur le pouvoir tunisien.
En 1873, Mustapha Khaznadar est remplacé par le général Kheireddine, entraînant l'ascension de Mustapha Ben Ismaïl qui reste en poste jusqu'en 1881. 
La Tunisie se dirige à peine vers une réelle indépendance en 1873, avec Kheireddine, qu'elle retombe sous le joug d'une puissance étrangère. Les réformes de ce dernier mécontentent les oligarques qui l'acculent à la démission en 1877. C'est l'occasion pour les grandes puissances européennes — la France, l'Italie et le Royaume-Uni — de s'immiscer plus encore dans les affaires du pays.

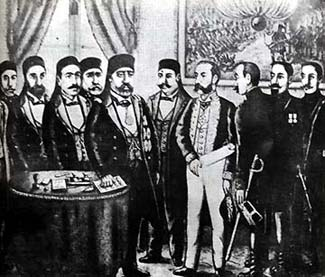
Signature du traité du Bardo au palais de Ksar Saïd le 12 mai 1881.

Car la régence apparaît vite comme un enjeu stratégique de première importance de par la situation géographique du pays, à la charnière des bassins occidental et oriental de la Méditerranée. La Tunisie fait donc l'objet des convoitises rivales de la France et de l'Italie : la première souhaite sécuriser les frontières de l'Algérie et éviter que la seconde ne contrarie ses ambitions en Égypte et au Levant en contrôlant l'accès à la Méditerranée orientale.
La seconde, confrontée à une surpopulation, rêve d'une politique coloniale et le territoire tunisien, où la minorité européenne est alors constituée essentiellement d'Italiens, est un objectif prioritaire. Les consuls français et italien tentent de profiter des difficultés financières du bey, la France comptant sur la neutralité de l'Angleterre (peu désireuse de voir l'Italie prendre le contrôle de la route du canal de Suez) et bénéficiant des calculs de Bismarck, qui souhaite la détourner de la question de l'Alsace-Lorraine. Après le congrès de Berlin du 13 juin au 13 juillet 1878, l'Allemagne et l'Angleterre permettent à la France d'annexer la Tunisie,, et cela au détriment de l'Italie, qui voyait ce pays comme son domaine réservé.
Les incursions de « pillards » kroumirs en territoire algérien fournissent un prétexte à Jules Ferry, soutenu par Léon Gambetta face à un parlement hostile, pour souligner la nécessité de s'emparer de la Tunisie.
En avril 1881, les troupes françaises y pénètrent sans résistance majeure et parviennent à occuper Tunis en trois semaines, sans combattre. Le 12 mai 1881, le protectorat est officialisé lorsque Sadok Bey, menacé d'être destitué et remplacé par son frère Taïeb Bey,, signe le traité du Bardo au palais de Ksar Saïd. Ce qui n'empêche pas, en juin suivant, les troupes françaises de faire face à des révoltes dans les régions de Kairouan et Sfax : la première est menée par Ali Ben Khalifa (1807-1885), la seconde par Mohammad al-Sharif, commandeur de 500 artilleurs : face à 17 vaisseaux français de ligne, 600 soldats et 151 canons, la défaite est inévitable et entraîne la mort d'un millier de tunisiens contre une quarantaine chez les Français. Ceux-ci poursuivent vers Gabès, où ils rencontrent également une résistance farouche ; ils attendent novembre pour faire main basse sur la ville. Au centre du pays, la bataille la plus sanglante reste celle de l'oued Laya (Wādī Lāyah), du 12 au 18 octobre, durant laquelle des tribus menées par Khalifa tentent de couper l'avance des Français vers la ville sainte de Kairouan. Lâché par une partie de ses hommes, Khalifa réussit à s'enfuir vers la frontière libyenne d'où il ne cessa de harceler les occupants jusqu'en 1885.
La question de la dette est réglée lors des conventions de La Marsa en juin 1883, qui placent de jure la Tunisie sous le régime du protectorat, lesquelles ne seront abrogées que le 3 juin 1955 : durant 72 ans, la Tunisie a versé à ses créanciers une rente annuelle de 6 307 000 francs à 4 % d'intérêts avec la garantie de la Banque de France.

## Représentations
- Tej El Hadhra, série télévisée tunisienne réalisée en 2018 par Sami Fehri.